# Mollicutes
I Mollicutes, chiamati anche MLO o PPLO, sono una classe di batteri del phylum Tenericutes.
La caratteristica principale di questi batteri è l'assoluta mancanza di parete cellulare, fatto di per sé insolito, ma non unico di questa classe batterica, i cui componenti presentano steroli nel plasmalemma al fine di mantenere l'integrità strutturale.

Anche l'informazione genetica portata da questi batteri è assai ridotta, nell'ordine delle 600 kb o poco più; i genomi di questi batteri sono quindi tra i più corti mai sequenziati: ciò ha fatto a lungo pensare, erroneamente, ai Mollicutes come a batteri primitivi. Un tempo si pensava che la classe avesse avuto origine a partire dai Firmicutes, e che quindi ne facessero parte. 
La scoperta di un carattere gram negativo dei Tenericutes ne ha decretato il distacco dai Firmicutes, che sono gram positivi.
Alla classe appartengono i generi Phytoplasma e Spiroplasma, organismi patogeni dei batteri e considerati fra i procarioti di minori dimensioni (0,2-0,3 µm). Altri Mollicutes sono i micoplasmi (M. pneumoniae, M. hominis, M. genitalium) e gli ureaplasmi (Urealyticum), gli unici dannosi per l'uomo in quanto potenzialmente patogeni a contatto con le vie respiratorie o genitali.